# Kustaanmiekka
Kustaanmiekka, švédsky Gustavssvärd, česky lze přeložit jako Gustavův meč, je malý plochý skalnatý ostrov ve Finském zálivu Baltského moře u pobřeží jižního Finska. Patří do souostroví a části Suomenlinna v okrese Ullanlinna, v Jižním hlavním obvodu (Eteläinen suurpiiri) v Helsinkách v provincii Uusimaa. Kustaanmiekka, podobně jako celá Suomenlinna, je památkou UNESCO.

## Další informace
Kustaanmiekka je spojen sypaným mostem s ostrovem Susisaari. V jižní části ostrova jsou tři jezírka a ve východní části je malý přístav Kuninkaanportin laituri. Nachází se zde několik historických opevnění, budov, děl, palebných postavení a vyhlídek. Adresy budov zde umístěných začínají Suomenlinna A následované číslem budovy. Ostrov je pojmenován na počest narození švédského korunního prince Gustava III. Švédského. V roce 1919 se finská vláda rozhodla zachovat ostrov jako historickou památku. Další zajímavosti:
- Kaponieeri Delvig - budova
- Pláž Suomenlinnan uimaranta
- Královská brána (Kuninkaanportti) - přístavní brána
- Maják Kustaanmiekka
- aj.

## Galerie

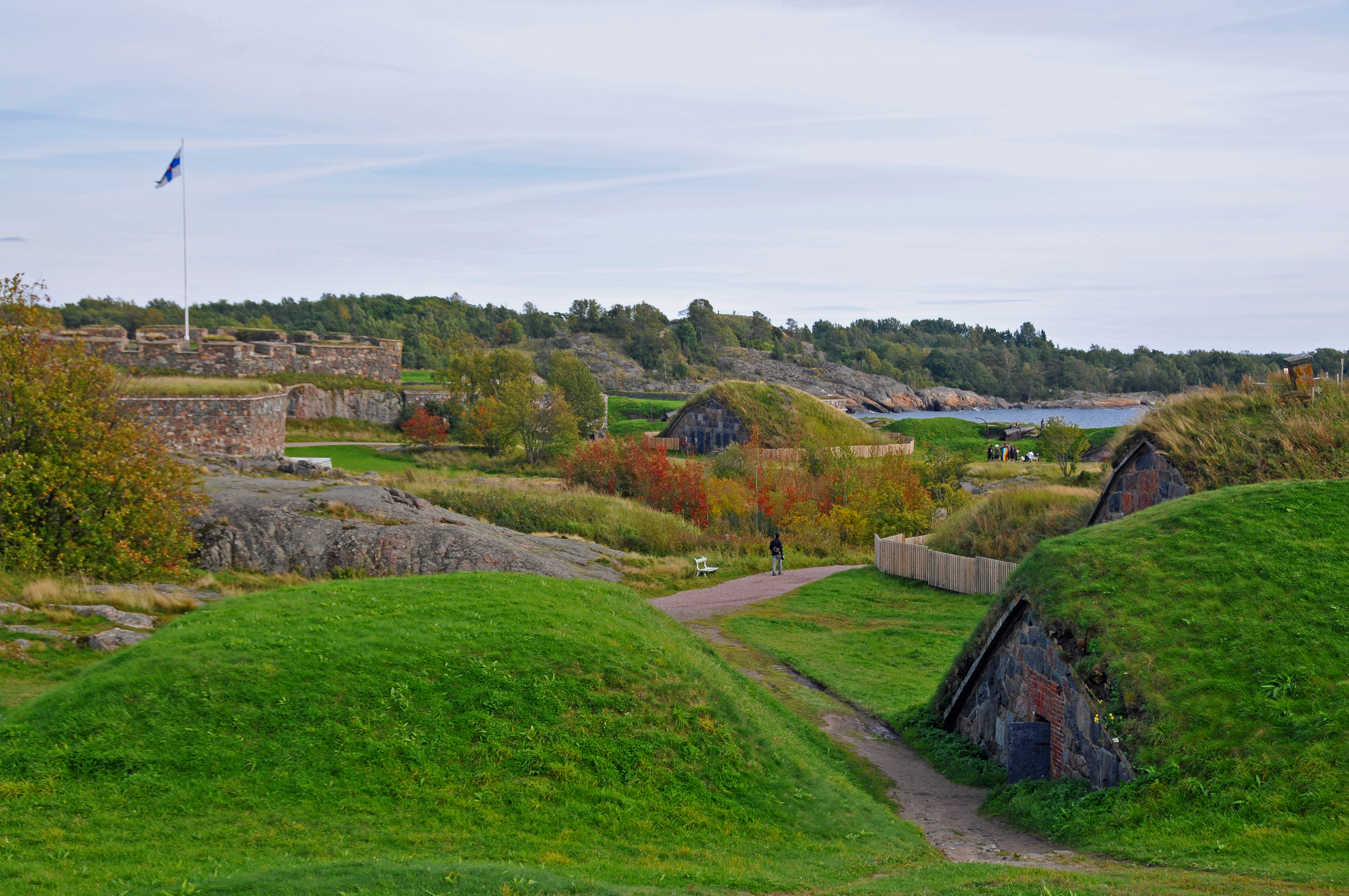
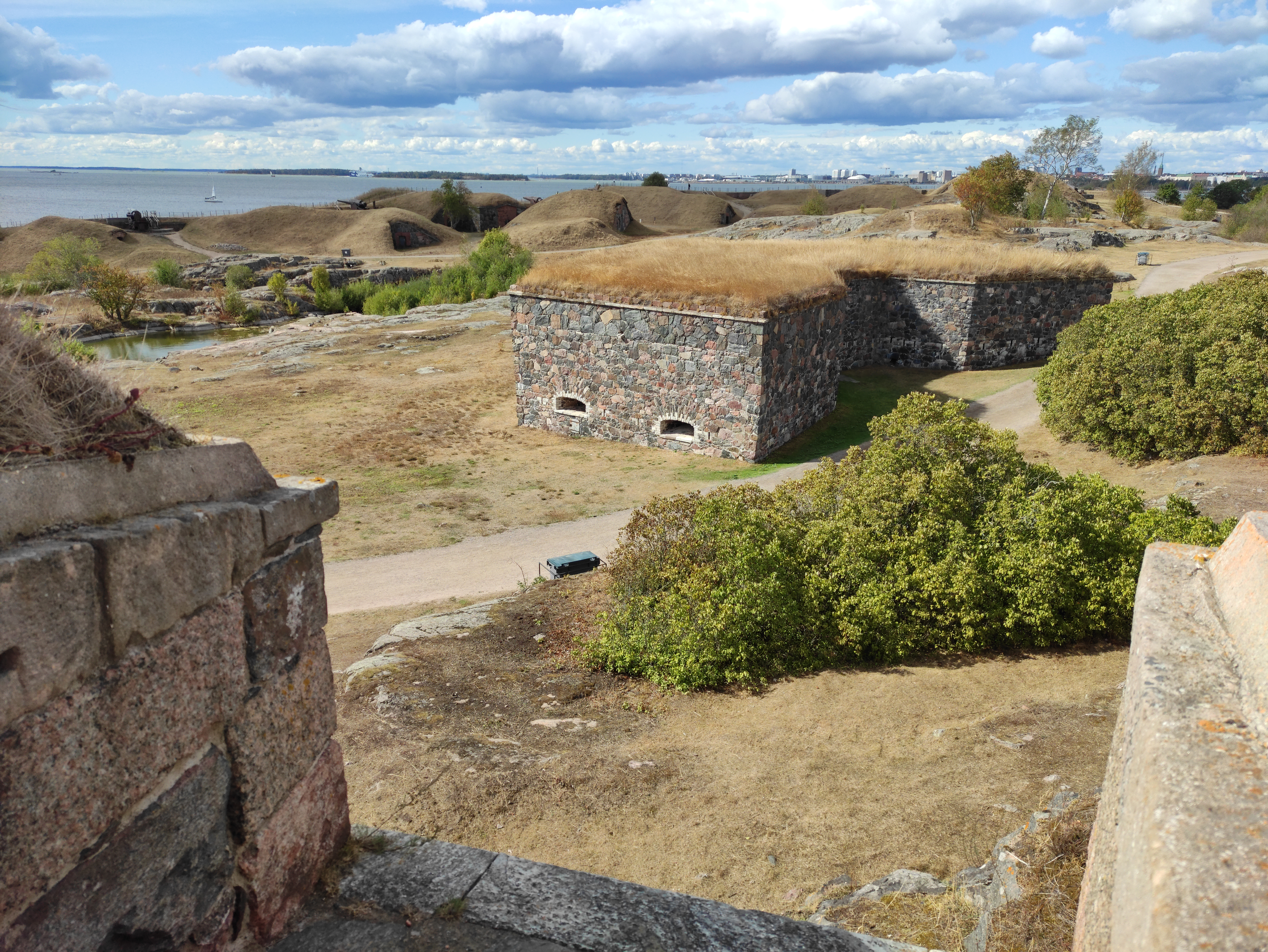
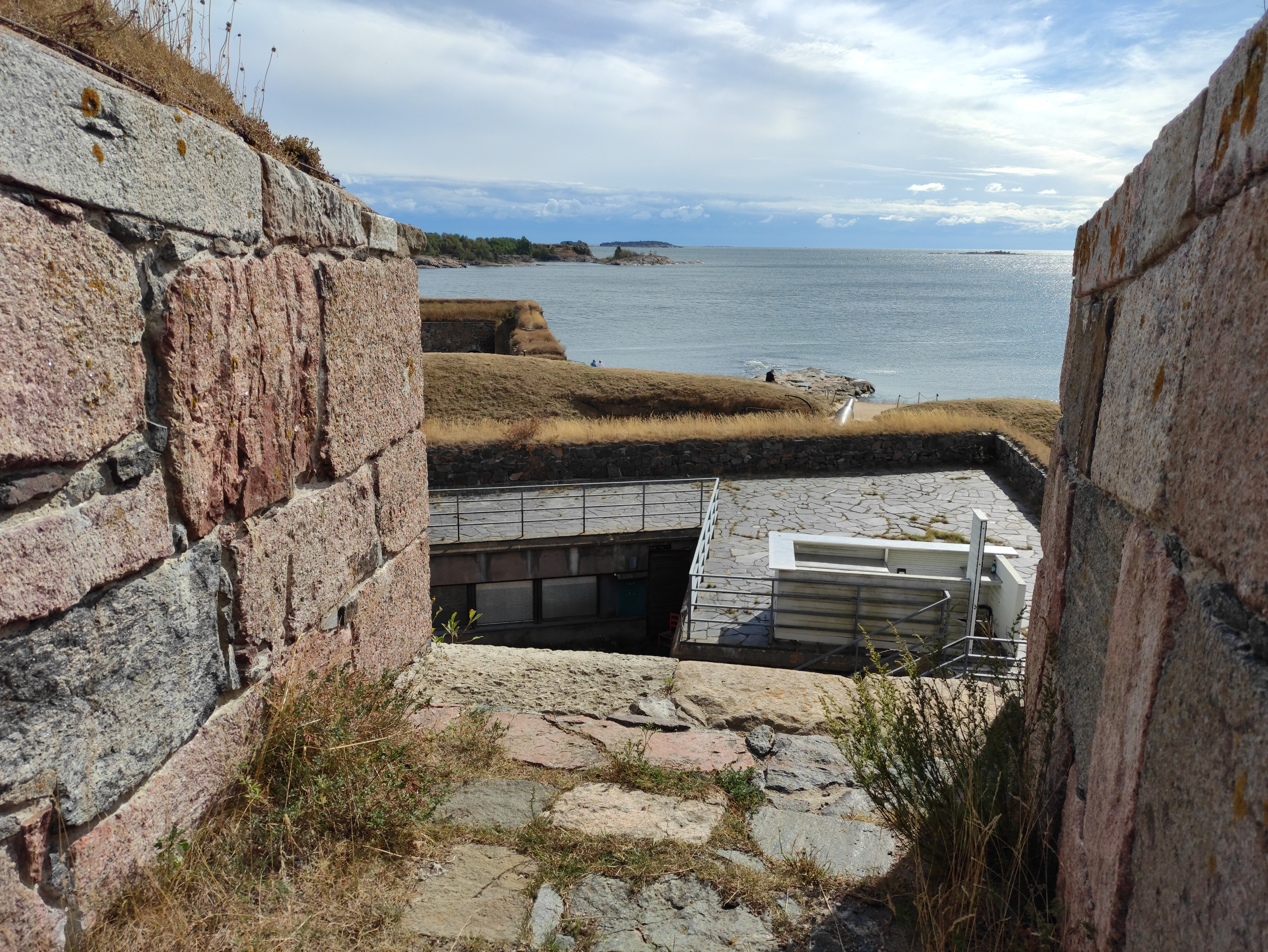
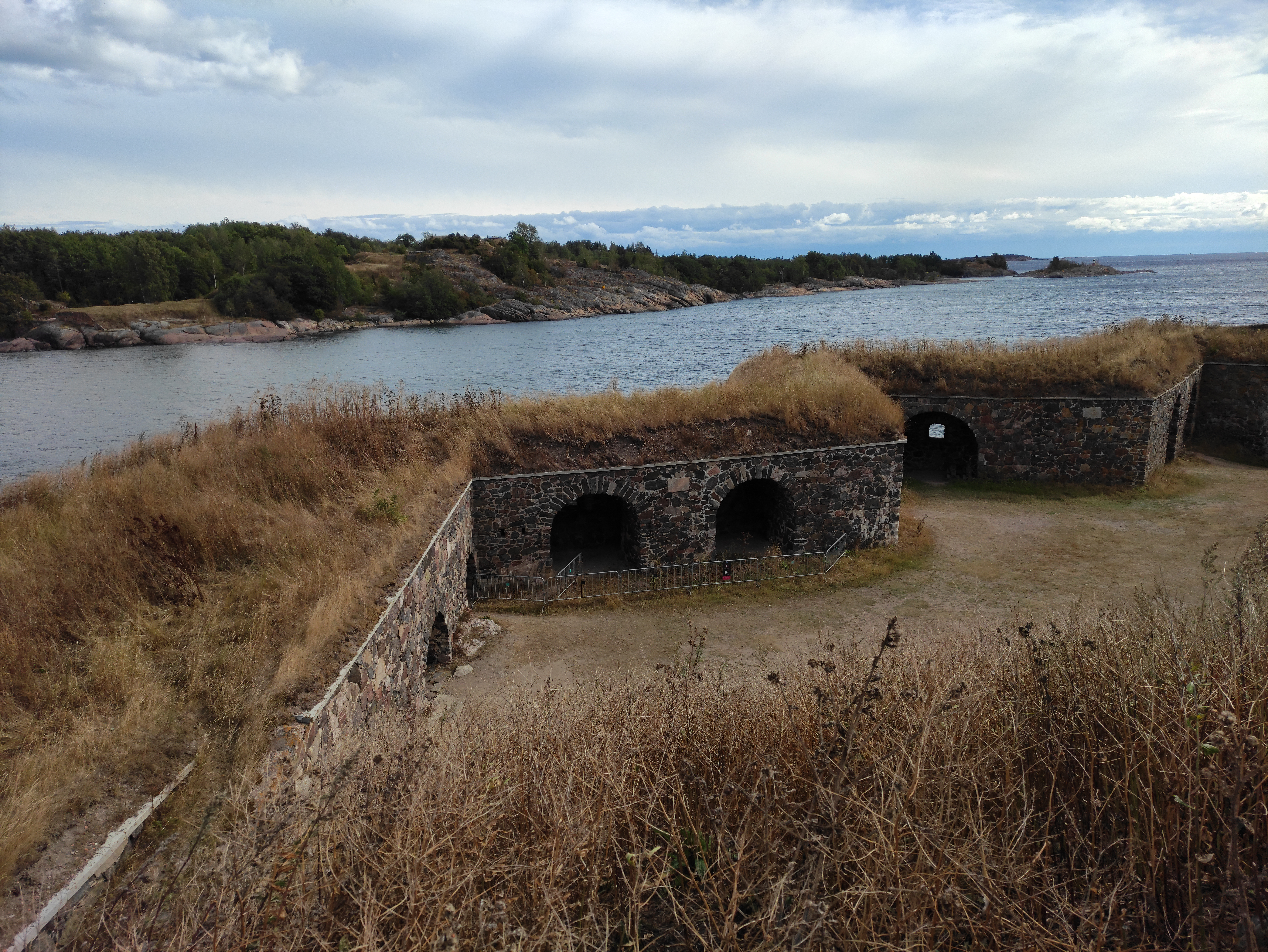
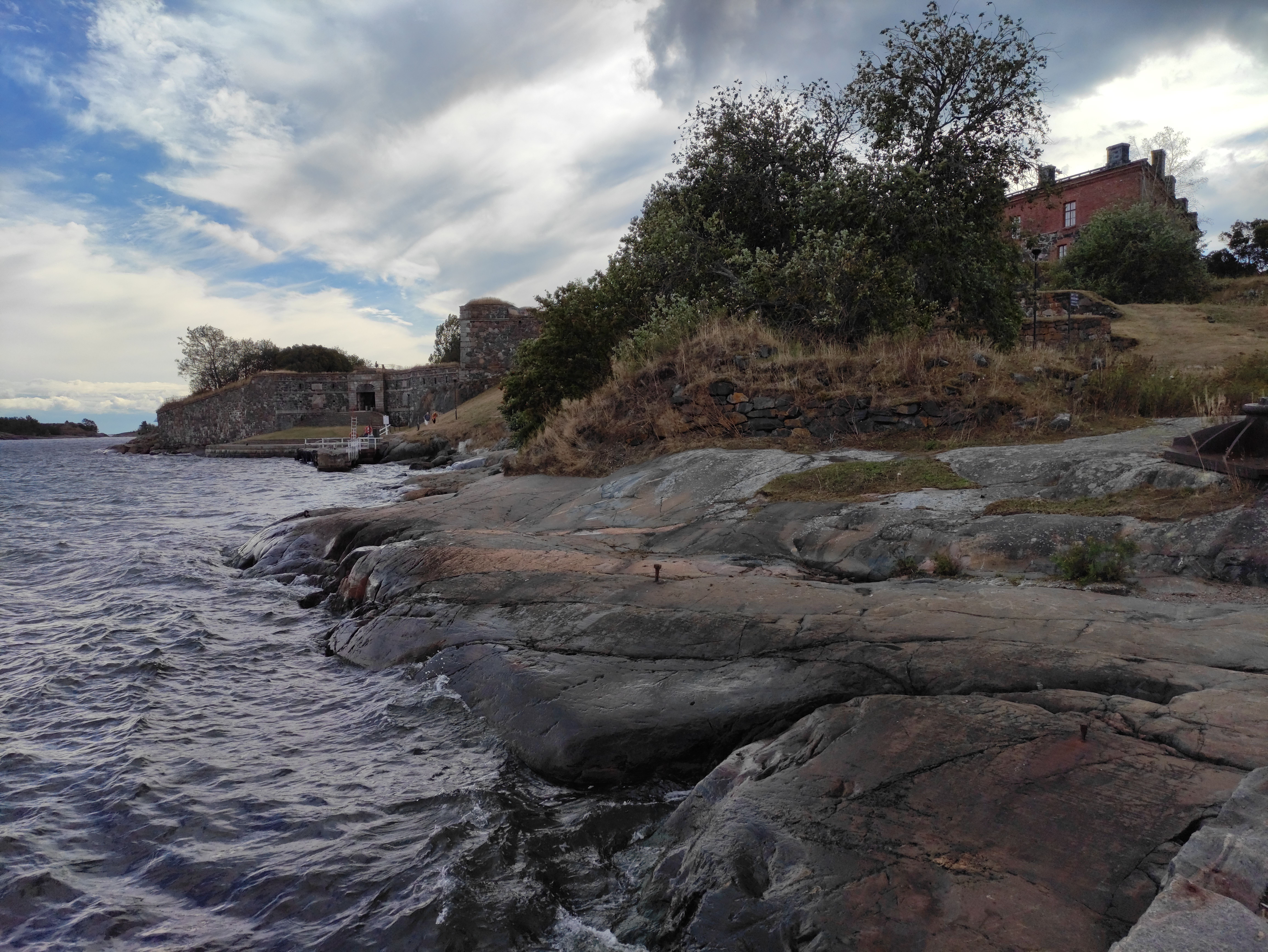
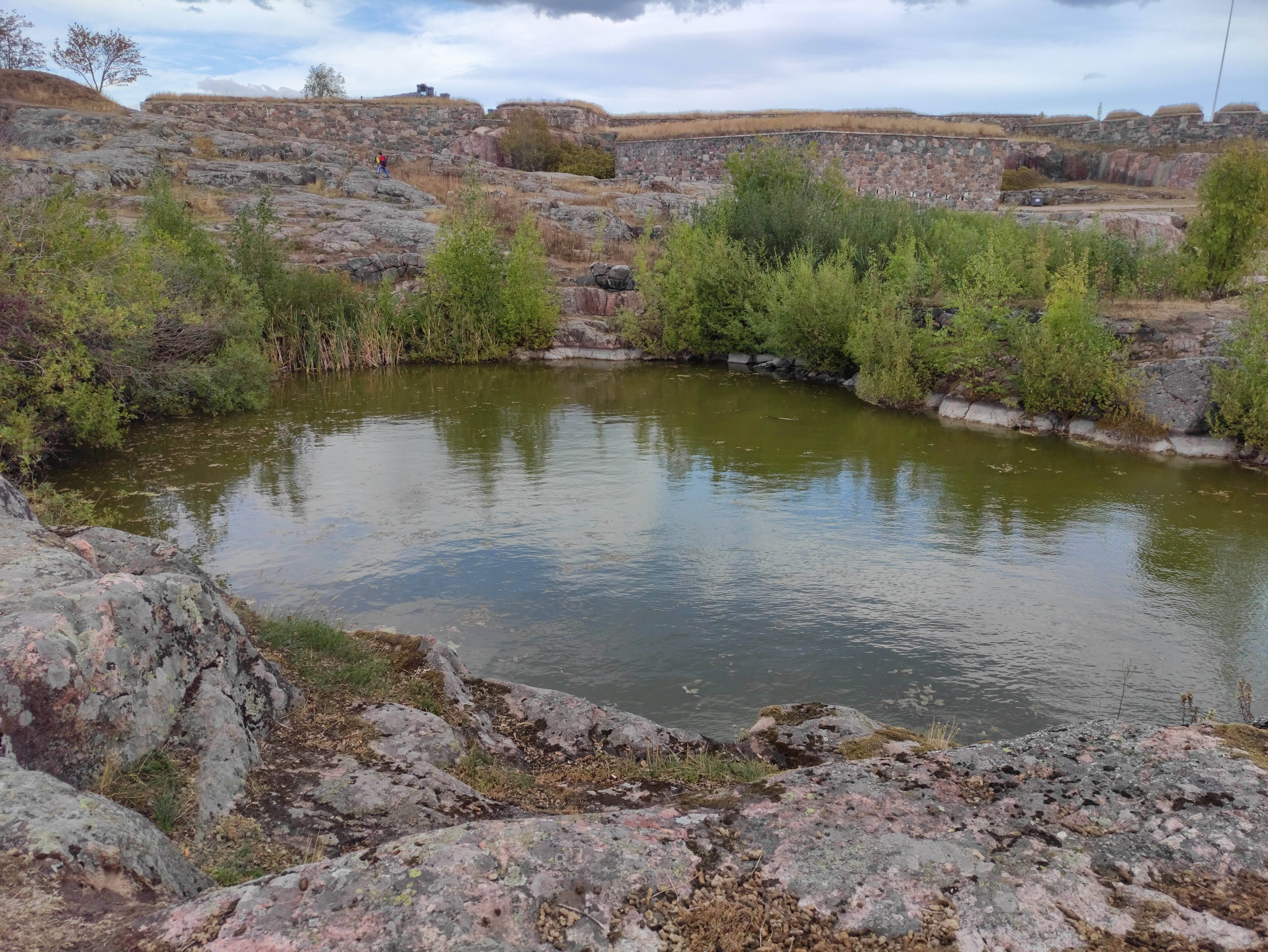
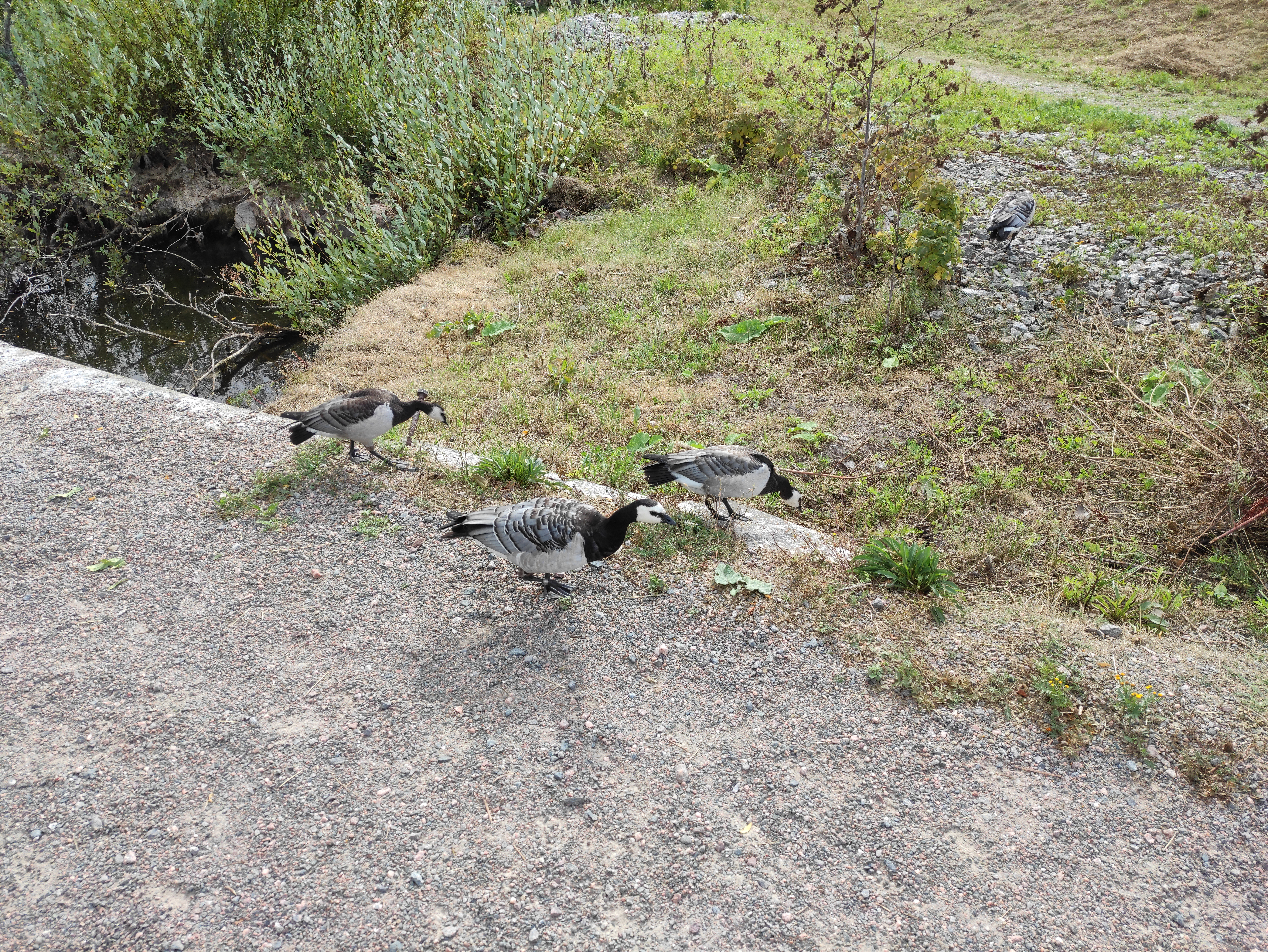
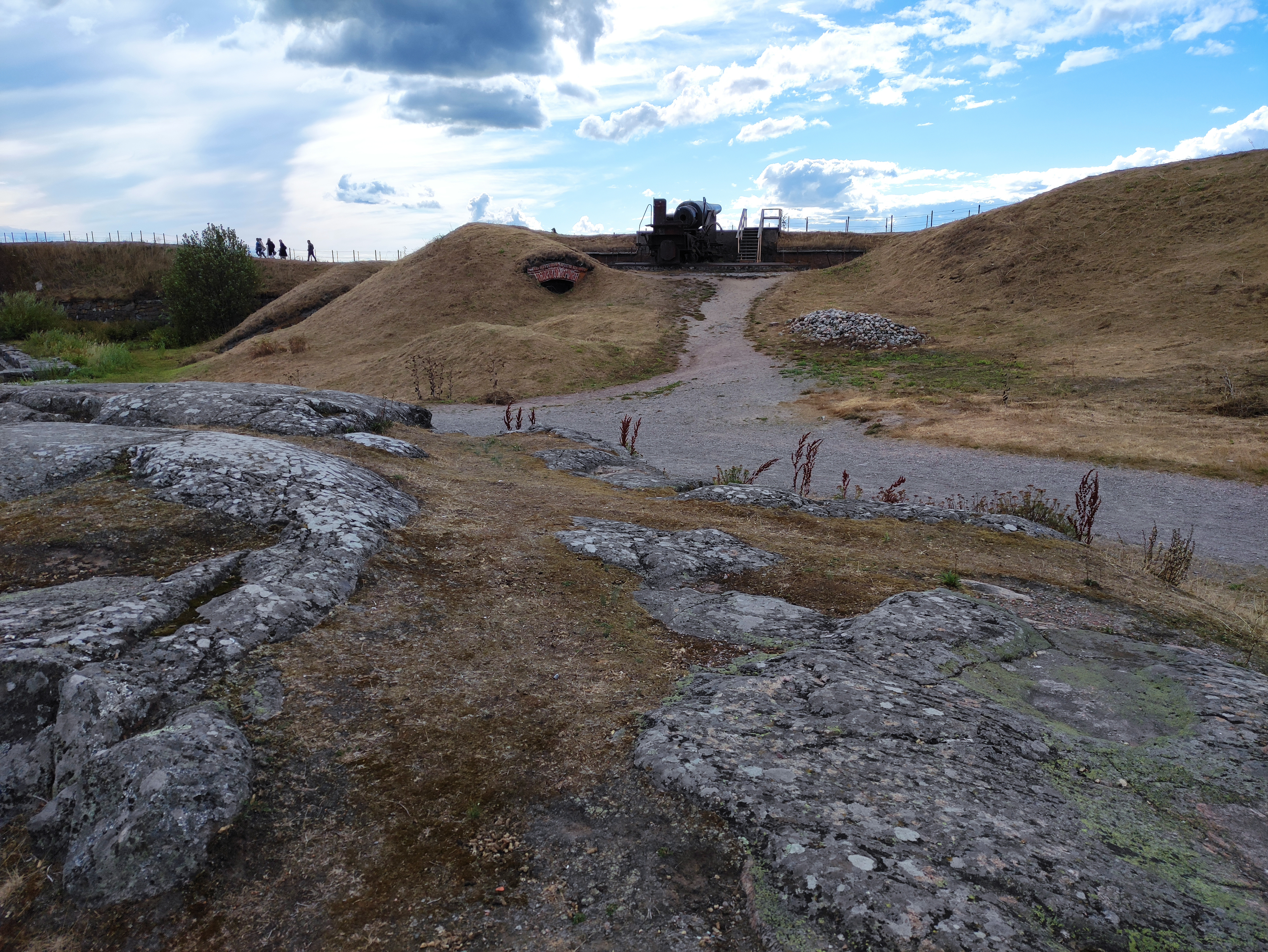
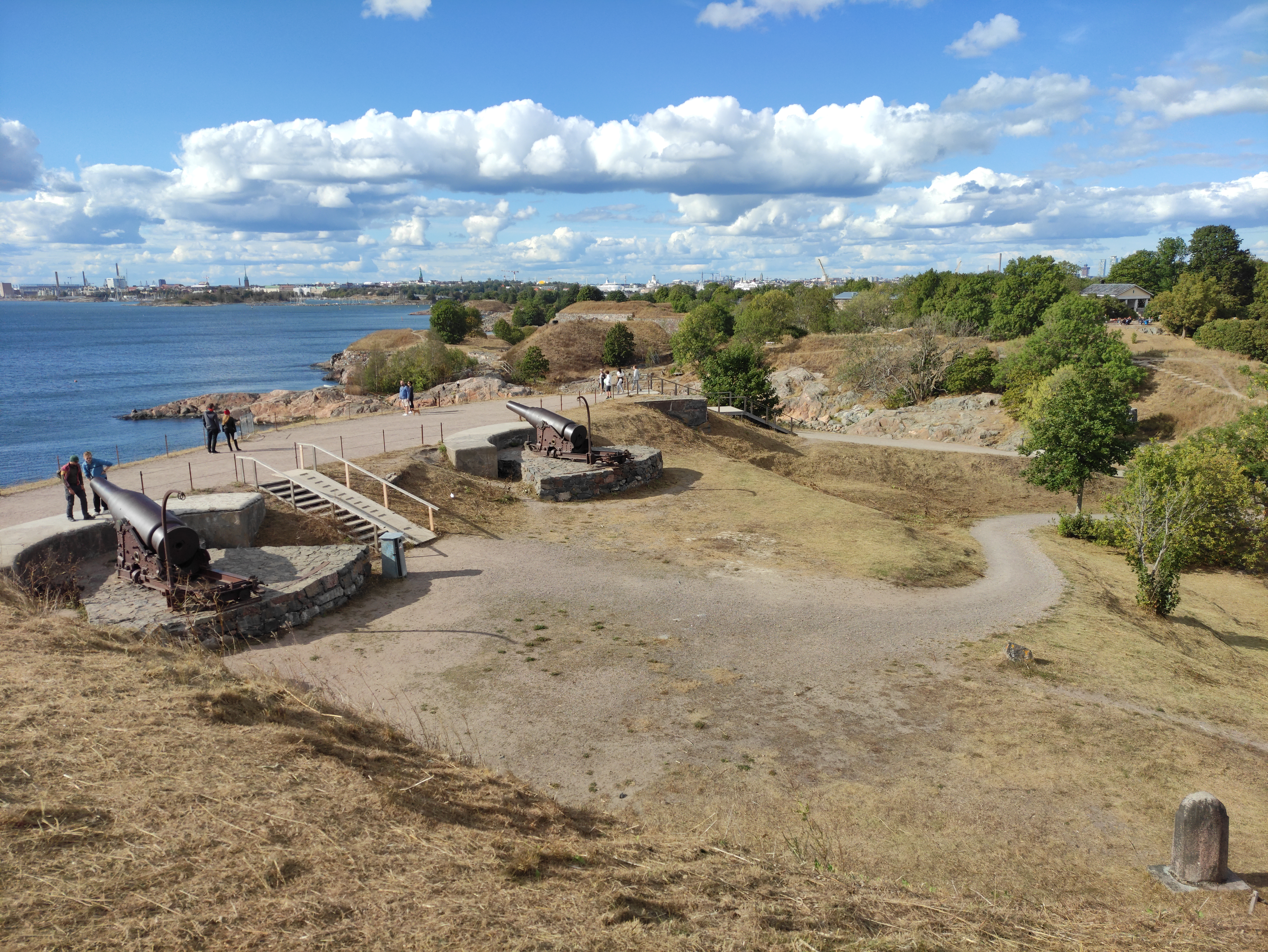
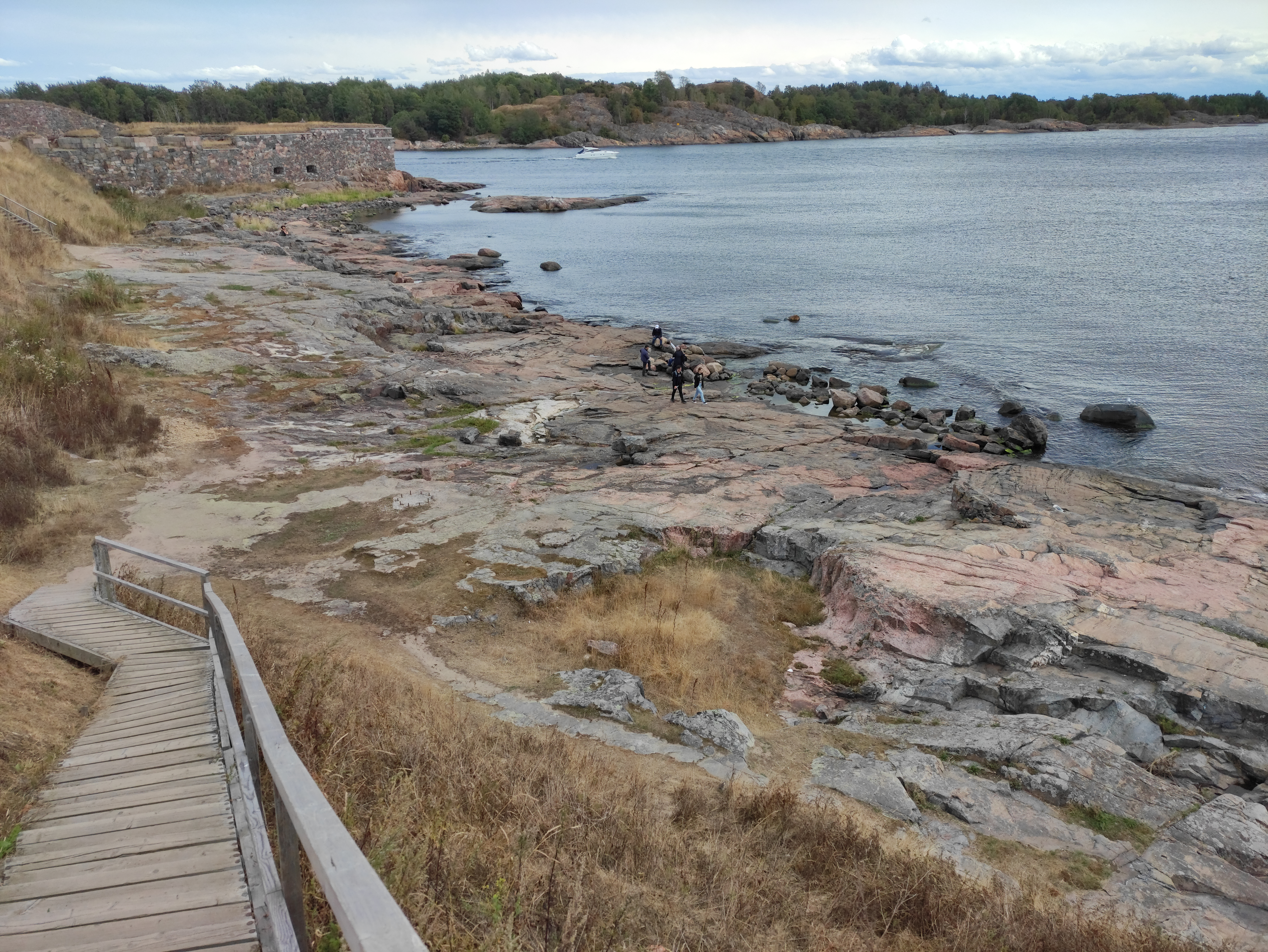
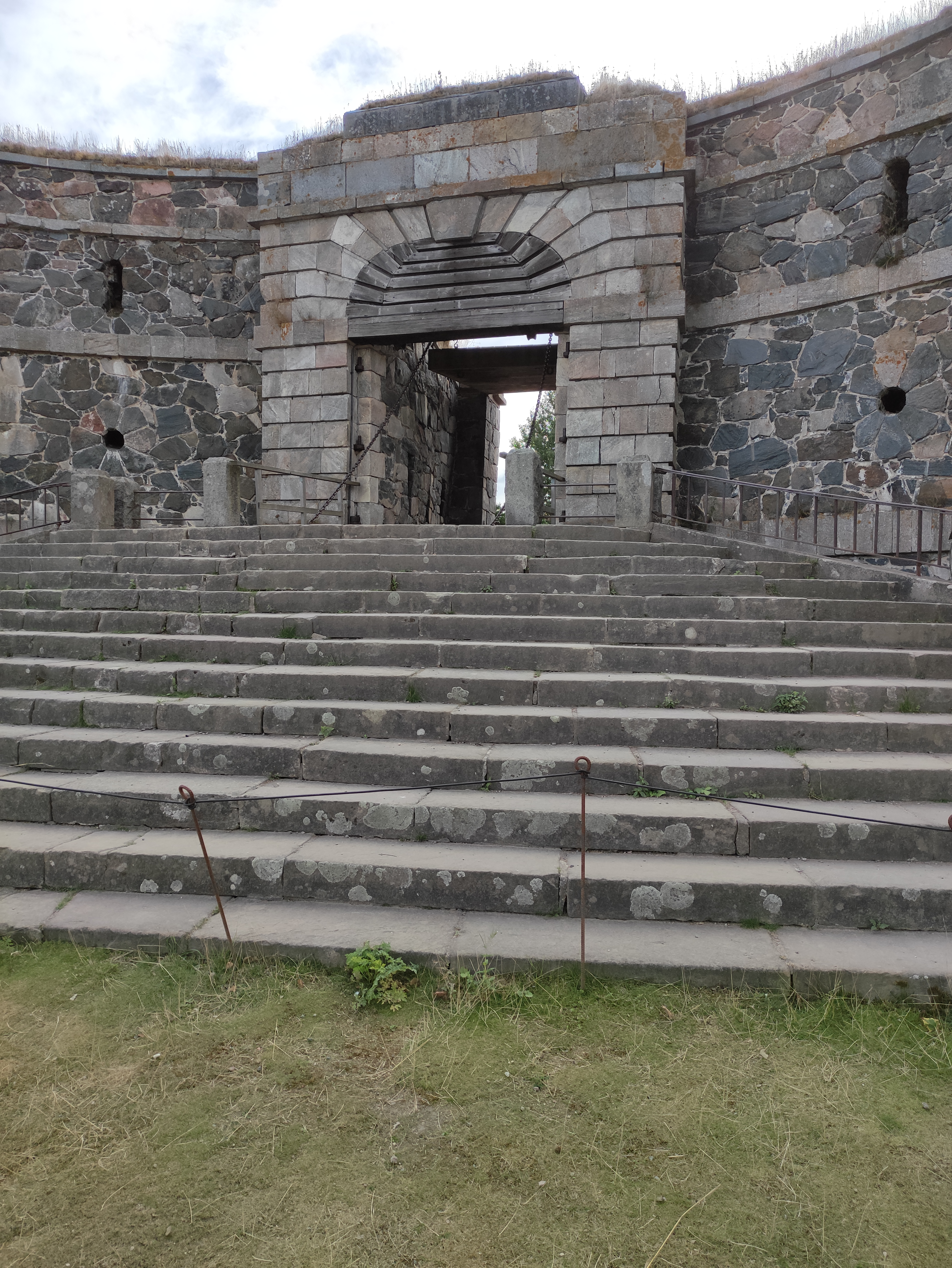